# Technische Universiteit Tampere
De Technische Universiteit Tampere (Fins: Tampereen teknillinen yliopisto, afkorting: TTY of TUT) is een universiteit in de Finse stad Tampere. De instelling werd in 1965 opgericht als afdeling van de Technische Universiteit Helsinki, tegenwoordig Aalto-universiteit. In 1972 werd de instelling verzelfstandigd en werd de huidige naam aangenomen. Het is de op een na grootste technische universiteit in Finland
De universiteit ligt op een compacte campus in Hervanta, een bosrijke buitenwijk 10 km ten zuidoosten van het centrum van Tampere.

## Faculteiten
De Technische Universiteit Tampere bestaat uit vier faculteiten:
- Faculteit voor bedrijfseconomie en gebouwde omgeving
- Faculteit voor informatica en elektrotechniek
- Faculteit voor werktuigbouwkunde
- Faculteit voor natuurwetenschappen

Universiteit: Aalto-universiteit · Åbo Akademi · Universiteit van Helsinki · Universiteit van Jyväskylä · Universiteit van Lapland · Universiteit van Oost-Finland · Universiteit Oulu · Universiteit Tampere · Universiteit van Turku · Universiteit van Vaasa

Technische universiteit: Technische Universiteit Lappeenranta · Technische Universiteit Tampere

Overige: Universiteit voor de Kunsten